# Das große Licht
Pour plus de détails, voir Fiche technique et Distribution.
Das große Licht est un film allemand réalisé par Hanna Henning, sorti en 1920.

## Synopsis
Lorenz Ferleitner réussi a devenir un maître d’œuvre talentueux reconnu dans toute la région et lorsqu’une nouvelle cathédrale doit voir le jour, il est désigné pour débuter les travaux...

## Fiche technique
- Titre : Das große Licht
- Réalisation : Hanna Henning
- Scénario : Hanna Henning d'après la pièce de Felix Philippi
- Direction artistique : Hans Sohnle (en)
- Photographie : Otto Tober
- Pays d'origine : République de Weimar
- Format : Noir et blanc - 1,33:1 - Film muet
- Genre : drame
- Date de sortie : 1920

## Distribution
- Hermann Böttcher : le professeur Marquard
- Wilhelm Diegelmann : Stiftsherr Burghaber
- Emil Jannings : Lorenz Ferleitner
- Bruno Eichholz : Krause, Rathausdiener
- Albert Patry : Dr Sellnitz
- Max Pohl : Goldner
- Frida Richard : Mme. Rasmussen
- Karl Rückert : le général a. D. von Schönherr
- Hanna Ralph
- Margarete Schön
- Kurt Vespermann : Fritz Rasmussen